# Damaskusskriften

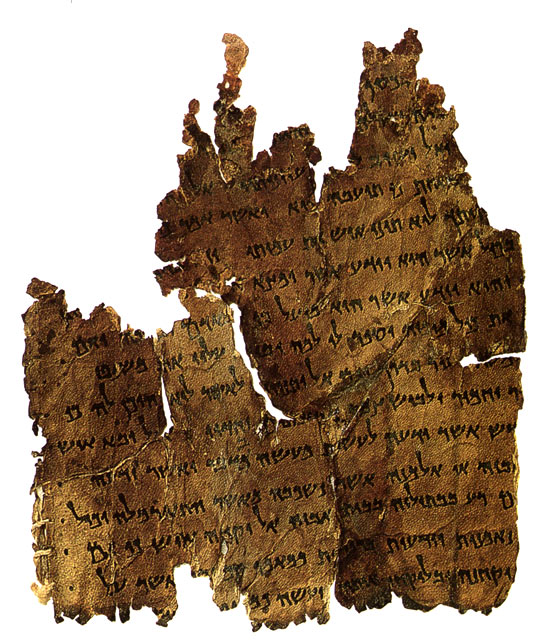
Damaskusskriften

Damaskusskriften är en judisk skrift avfattad på hebreiska. Dateringen är osäker, men den måste ha tillkommit före år 70 e.Kr. En del forskare menar denna skrift visar på en koppling mellan profeten Henok och esséerna, som levde i Qumran nära Döda havet.
Skriften, som sannolikt härrör från esséerna, innehåller bl.a. flera förmaningstal.

## Upptäckt
Fragment av Damaskusskriften upptäcktes av Solomon Schechter 1897 i Ben Ezra synagogan i gamla Kairo. Fragmenten var stora och skrivna på hebreiska och arabiska. Flera texter överensstämnde med fragment från Dödahavsrullarna som upptäcktes 1947 i grottor nära Qumran vid Döda havet.